# Statut von Westminster (1285)
Das Statut von Westminster von 1285, auch bekannt als Statut von Westminster II, kodifizierte das bestehende Recht in England.

## Geschichte
Das Statut war eines von zwei englischen Statuten dieses Namens, die größtenteils von Robert Burnell verfasst und während der Herrschaft von Eduard I. verabschiedet wurden. Es machte detaillierte Vorgaben, welche Aufgaben und Vollmachten die Beamten der königlichen Kanzlei hatten und enthielt auch das Kapitel De donis conditionalibus, das das althergebrachte normannische Eigentumsrecht in englisches Recht umsetzte.